# Diego Sarrió Cucarella
Diego Sarrió Cucarella M.Afr, né le 20 juillet 1971 à Gandia en Espagne, est un prêtre et théologien catholique espagnol, père blanc et évêque de Laghouat en Algérie depuis 2025.

## Biographie
Diego Ramón Sarrió Cucarella est né le 20 juillet 1971 à Gandia, en Espagne, dernier de quatre enfants, son père était boulanger. Il fréquente des écoles jésuites pendant toute sa scolarité. Son éducation à la foi et sa préparation aux sacrements se sont faites à l’école plutôt qu’à la paroisse. 
Il rejoint la communauté religieuse des Missionnaires d'Afrique, surnommé les Pères Blancs, et étudie la philosophie à la faculté de théologie de Madrid et la théologie à l'université Tangaza de Nairobi. Il est ordonné prêtre le 2 juin 2001.
Après son ordination, il travaille au Centre culturel et de documentation du Sahara à Ghardaïa jusqu'en 2003. Ensuite il étudie les influences islamiques à l'Institut pontifical d'études arabes et d'islamologie (PISAI) de Rome, de 2004 à 2006, où il obtient sa licence. De 2006 à 2009, il dirige la bibliothèque diocésaine de l'archidiocèse de Tunis. De 2009 à 2013, il étudie à l'université de Georgetown à Washington où il obtient son doctorat en études islamiques. De 2014 à 2017, il est directeur, puis de 2017 à 2024, président du PISAI à Rome. Il a également occupé un poste d'enseignant sur des sujets liés à l'Islam à l'université pontificale du Latran, et été également consultant auprès du Dicastère pour le dialogue interreligieux.
Le 25 janvier 2025, le pape François le nomme évêque de Laghouat,,. Il est ordonné évêque le 19 mars 2025 par le cardinal Luis Antonio Tagle, assisté par Francesco Coccopalmerio et Fortunatus Nwachukwu,. 

## Publications
- (en) Muslim-Christian Polemics across the Mediterranean : The Splendid Replies of Shihāb al-Dīn al-Qarāfī (d. 684/1285), Leiden, Brill, coll. « The History of Christian-Muslim Relations » (no 23), 8 janvier 2015 (ISBN 978-90-04-28551-4)